# Gottfried Achenwall
Gottfried Achenwall, född 20 oktober 1719 i Elbing, död 1 maj 1772 i Göttingen, var en tysk statistiker.
Achenwall, som var professor i juridik i Göttingen, räknas som "statistikens fader" eftersom det var han som gav denna vetenskap sitt namn och en självständig ställning. Hans definition på statistiken såsom "vetenskapen om en stats verkliga märkvärdigheter" överensstämmer dock föga med nutidens föreställningar om detta ämne. Det bör dock påpekas att även han betonade att även orsakerna till det bestående måste anges. Han var upphovsman till den äldre grundriktning, enligt vilken statistik var ungefär detsamma som statskunskap. Hans viktigaste arbete, Abriss der neuesten Staatswissenschaft der vornehmsten europäischen Reiche und Republiken, utkom 1749; nya upplagor under titeln Staatsverfassung der europäischen Reiche.
Achenwall var gift tre gånger. Först 1752–1754 med diktaren Sophie Eleonore Walther, som dog i barnsäng. Därefter 1755–1762 med Luise Moser, dotter till Johann Jacob Moser, som även det slutade med hennes död. Det tredje äktenskapet 1763–1772 med Sophie från Gotha slutade med Achenwalls död. Sophie dog därefter 1773. Han fick 4 barn i sista äktenskapet och ett i det andra.